# Jesús Rodríguez Gaona
José de Jesús Rodríguez Gaona (Guanajuato, Guanajuato; 19 de octubre de 1897-León, Guanajuato; agosto de 1993) fue un médico y político mexicano que fue gobernador de Guanajuato entre 1955 y 1961.Miembro del Partido Revolucionario Institucional y del Centro General de la Ciudad de México.
Director de la Escuela Preparatoria, gestionó del Ayuntamiento que obsequiara dicha Biblioteca a la mencionada Escuela; Secretario de Salubridad y Asistencia de México.
Estudió en el Colegio del Estado de Guanajuato y en la Escuela Nacional de Medicina. Volvió a León en 1924; director de la institución de beneficencia “Gota de Leche”, que atendía a embarazadas y entregaba desayunos a los niños; Regidor; Diputado de 1952 a 1954, y de 1955 a 1961 fue gobernador Constitucional del Estado de Guanajuato. En los setenta regresó a León, donde ejerció su profesión hasta su fallecimiento.Hay una Unidad Deportiva en León que lleva su nombre.